# 로지시스
로지시스(Logisys Inc.)는 대한민국의 전기차 충전기 유지보수 및 컨설팅 기업이다. 한국은행의 "디지털화폐로 변환 필요" 언급으로 인해 주가가 강세를 보인 적이 있다.

## 상장
2015년 7월 29일 공모가 2,500원에 상장하였다.   

## 참고 문헌
1. ↑  (2023 모빌리티&라이프) 로지시스, 전기차 충전기 유지보수.컨설팅 전문기업, 전기신문, 2023.08.29
2. ↑  로지시스, 한국은행 "디지털화폐로 변환 필요" 언급에 강세, 이데일리, 2022-11-09